# Phoradiadius divortiensis
Phoradiadius divortiensis és una espècie extinta de mamífer litoptern de la família dels proterotèrids que visqué a Sud-amèrica durant l'Eocè, fa entre 36 i 42 milions d'anys. Se n'han trobat restes fòssils a la província argentina de Mendoza. Es tracta de l'única espècie del gènere Phoradiadius. Les dents molars superiors tenien l'ectolof amb forma de ve doble. El nom genèric Phoradiadius és un anagrama de Diadiaphorus, mentre que el nom específic divortiensis significa ‘del Divisadero’.